# Euselasia midas
Espèce
Euselasia midas est un insecte lépidoptère appartenant à la famille  des Riodinidae et au genre Euselasia.

## Dénomination
Euselasia midas a été décrit par Johan Christian Fabricius en 1775 sous le nom de Papilio midas.

## Sous-espèces
- Euselasia midas midas présent au Surinam.
- Euselasia midas ater Seitz, 1916; présent en Colombie et en Bolivie.
- Euselasia midas crotopiades Stichel, 1919; présent à Panama et au Costa Rica.
- Euselasia midas crotopina Seitz, 1916; présent au Pérou.
- Euselasia midas erosa Stichel, 1919: présent en Guyane
- Euselasia midas pelusia Stichel, 1919; présent au Pérou[1]

## Description
Euselasia midas d'une envergure d'environ 29 mm à 33 mm  est de couleur noire, avec des reflets gris métallique.
L'autre face est de couleur ocre beige suffusé de cuivré. Les ailes sont séparées en deux par une ligne rougeâtre et sont ornées d'une ligne submarginale de chevrons rougeâtre. Celui du milieu aux postérieures est remplacé par un ocelle noir.

## Écologie et distribution
Euselasia midas est présent en Guyane, au Surinam, à Panama, au Costa Rica, en Colombie, en Bolivie et au Pérou.

### Biotope
Il réside dans la forêt tropicale.